# Ціна (фільм)
«Ціна» (рос. «Цена») — російський радянський художній фільм 1969 року режисера Михайла Каліка за п'єсою Артура Міллера.

## Сюжет
Місцем зустрічі двох братів, що не бачилися шістнадцять років, стає старий будинок покійного батька. А причиною зустрічі — продаж батьківських меблів. Успішний лікар і небагатий поліцейський ведуть діалог, в якому розкриваються різні життєві позиції героїв.

## У ролях
- Михайло Глузський
- Олександра Климова
- Леонід Галліс
- Лев Свердлін

## Творча група
- Сценарист і режисер-постановник: Михайло Калік
- Оператор: Ілля Міньковецький
- Композитор: Мікаел Тарівердієв